# Поливинилхлорид
Поливинилхлорид (ПВХ, полихлорвинил, винил, вестолит, хосталит, виннол, корвик, сикрон, джеон, ниппеон, сумилит, луковил, хелвик, норвик и др.) — бесцветная, прозрачная пластмасса, термопластичный полимер винилхлорида. Отличается химической стойкостью к щелочам, минеральным маслам, многим кислотам и растворителям. В чистом виде не поддерживает горение на воздухе, но огнестойкость пластмасс на его основе зависит от использованных добавок. Обладает малой морозостойкостью (−15 °C). Нагревостойкость: +66 °C.
Химическая формула: [−CH2−CHCl−]n. Международное обозначение — PVC (от англ. polyvinyl chloride).
Впервые получен французским химиком Анри Виктором Реньо в 1835 году, затем, в 1872 году, исследован[уточнить] немецким химиком Ойгеном Бауманом. Широкое применение получил после 1926 года, когда американский химик Уалдо Лонсбери Семон изобрёл способ улучшения эластичности полимера.

## Физические и химические свойства
Молекулярная масса — 9—170 кДа. Плотность — 1,35—1,43 г/см3. Температура стеклования — 75—80 °C (для теплостойких марок — до 105 °C). Температура плавления — 150—220 °C. Теплопроводность — 0,159 Вт/(м·К). Трудногорюч. При температурах выше 110—120 °C склонен к разложению с выделением хлористого водорода HCl.
Растворяется в циклогексаноне, тетрагидрофуране (ТГФ), диметилформамиде (ДМФА), дихлорэтане, ограниченно — в бензоле, ацетоне (набухает). Не растворяется в воде, спиртах, углеводородах (в том числе бензине и керосине). Устойчив к действию кислот, щелочей, растворов солей, жиров, спиртов, обладает хорошими диэлектрическими свойствами.
Предел прочности при растяжении — 40—50 МПа, при изгибе — 80—120 МПа. Удельное электрическое сопротивление — 1012—1013 Ом·м. Диэлектрическая проницаемость (при 50 Гц) — 3,5.
Тангенс угла диэлектрических потерь порядка 0,01—0,05.

## Получение
Получается суспензионной или эмульсионной полимеризацией винилхлорида, а также полимеризацией в массе.

## Применение
Применяется для электроизоляции проводов и кабелей, производства листов, труб (преимущественно хлорированный поливинилхлорид), оконных рам, плёнок, плёнок для натяжных потолков, искусственных кож, поливинилхлоридного волокна, пенополивинилхлорида, линолеума, грязезащитных ковриков, обувных пластикатов, мебельной кромки и т. д. Также применяется для производства «виниловых» грампластинок. Используется в качестве материала для прозрачных защитных штор, так называемых «мягких окон».
Поливинилхлорид также часто используется в одежде и аксессуарах для создания подобного коже материала, отличающегося гладкостью и блеском. Такая одежда широко распространена в альтернативных направлениях моды, среди участников готической субкультуры и сторонников сексуального фетиша.
Поливинилхлорид используют как уплотнитель в бытовых и профессиональных холодильниках. Это дало возможность применить магнитные затворы в виде намагниченных эластичных вставок, помещаемых в баллоне уплотнителя, вместо относительно сложных механических затворов.
Моющиеся обои покрываются плёнкой из ПВХ с лицевой стороны, для того, чтобы сделать их непромокаемыми.
Также находит широкое применение в пиротехнике как источник хлора, необходимого для создания цветных огней.
Широко применяется в рекламе: для оформления витрин магазинов и торговых точек, создания рекламных баннеров и плакатов. Служит сырьём для производства различного рода продукции от грампластинок и плакатов до наклеек. Слоем ПВХ покрыта металлическая сетка восьмиугольника, где проводят соревнования по MMA. Из ПВХ также делают презервативы для людей с аллергией на латекс.
Поливинилхлорид используется в производстве трикотажных рабочих перчаток для нанесения различных рисунков на трикотажную основу. ПВХ-рисунок на перчатке позволяет обеспечить хороший захват при выполнении различных работ, предотвращает процесс скольжения, увеличивает износостойкость продукции.
Поливинилхлорид используется для производства хлорированного поливинилхлорида, обладающего самыми высокими характеристиками огнестойкости и самой высокой температурой воспламенения (482 °С) среди термопластов.
Также поливинилхлорид находит широкое применение в производстве покрытия колёс и роликов, например для скейтбордов. В сравнении с полиуретаном в этом качестве отличается гораздо большей износостойкостью, но меньшей упругостью и, как следствие, — меньшим комфортом езды.

## Производство
Более половины мирового производства ПВХ (57 % по состоянию на 2009 год) сосредоточено в Азии, причём 20 % в Китае.
Химическая промышленность Китая является крупнейшим потребителем винилхлорида в мире: около 30 % всего мирового производства; на втором месте США и Канада, приблизительно с 20 % (по состоянию на 2008 год).
В 2009 году совокупные глобальные мощности по выпуску поливинилхлорида составляли около 48 млн тонн, а его мировое производство и потребление — 29,92 млн тонн, что соответствует уровню загрузки 62 %.
В 2021 году мировые мощности по производству поливинилхлорида (ПВХ) составляли 60,27 млн тонн в год.
Крупнейшими мировыми производителями ПВХ в 2001 году были компании Shin-Etsu Chemical (Япония) — 2,75 млн тонн, Formosa Plastics Group (Тайвань) — 2,63 млн тонн и OxyVinyls (США) — 2,01 млн тонн.
В 2011 году производственные мощности крупнейших мировых производителей ПВХ составляли:
- Shin-Etsu Chemical (Япония) — 3,69 млн тонн;
- Formosa Plastics (Тайвань) — 3,30 млн тонн;
- Solvay (Бельгия) — 2,60 млн тонн;
- LG Chem (Южная Корея) — 2,31 млн тонн;
- Kerling[англ.] (Великобритания) — 1,99 млн тонн.

Крупнейшими компаниями в индустрии ПВХ по состоянию на 2021 год являются Shin-Etsu Chemical Co Ltd (Япония), Westlake Corporation (США), Formosa Plastics Group (Тайвань), Sinochem Holdings Corp Ltd (Китай), Hubei Yihua Group (Китай), Ineos (Великобритания), Occidental Petroleum Corp (США), Orbia Advance Corp SAB de CV (Мексика), LG Chem (Южная Корея) и Shaanxi Coal and Chemical Industry Group (Китай).
Объём производства ПВХ в России в 2021 году составил чуть более 1 млн тонн, что на 3 % больше, чем в 2020 году
.

## Недостатки
Длительное воздействие ультрафиолета, например при попадании прямых солнечных лучей на изделия из ПВХ, может привести к фотодеструкции, вследствие чего изделие теряет эластичность и прочность. Для предотвращения этого явления в состав ПВХ вводят светопоглощающие красители, что позволяет ограничиться деградацией слоя толщиной около 0,05 мм, который изменяет свой цвет (процесс «отбеливания», «выгорания»). Также, одежда из ПВХ не подлежит стирке и сухой чистке. После стирки ткань «задубеет», а после химчистки появится дефект «раздублирования»[чего?].

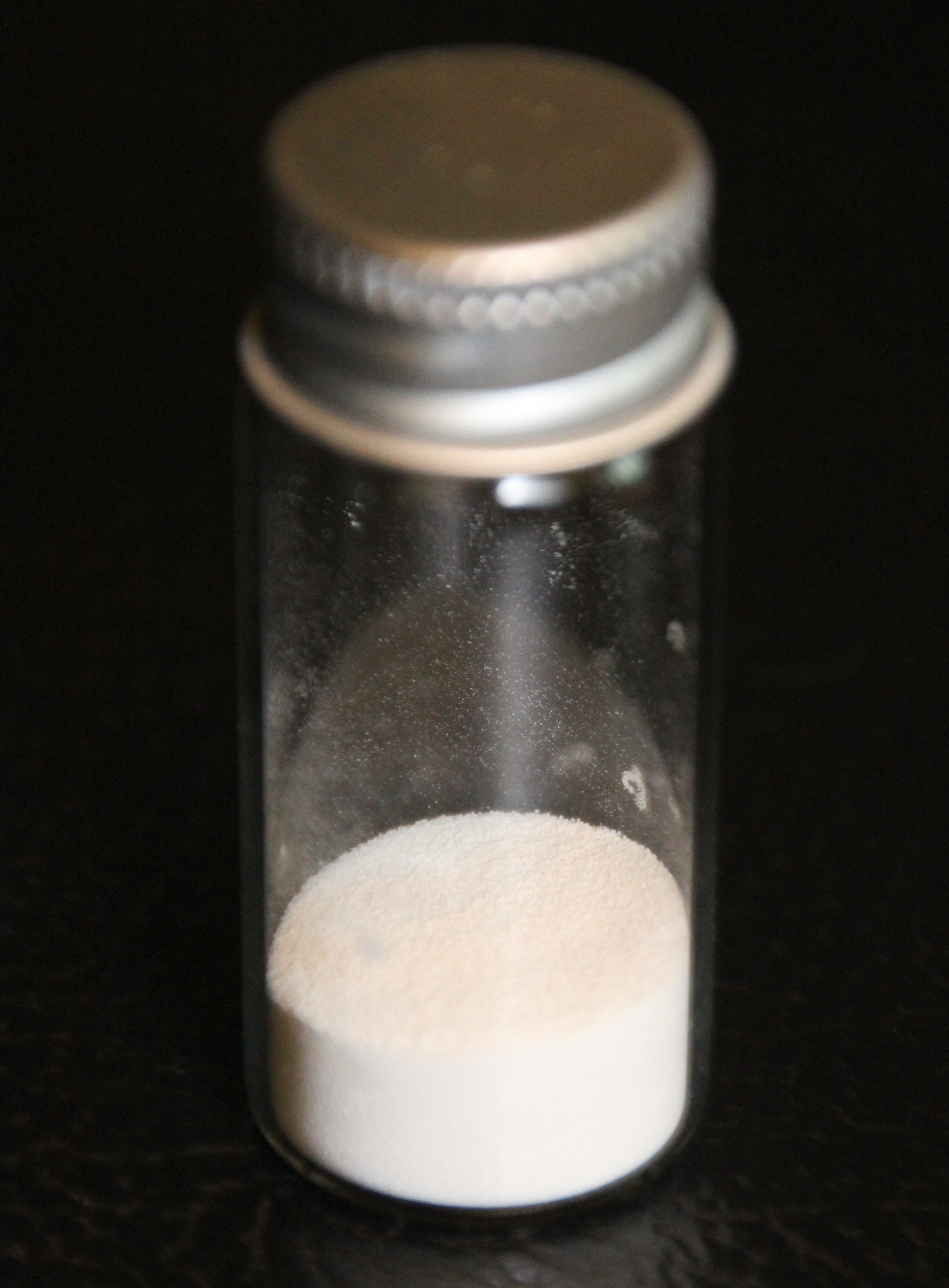
Чистый порошкообразный поливинилхлорид
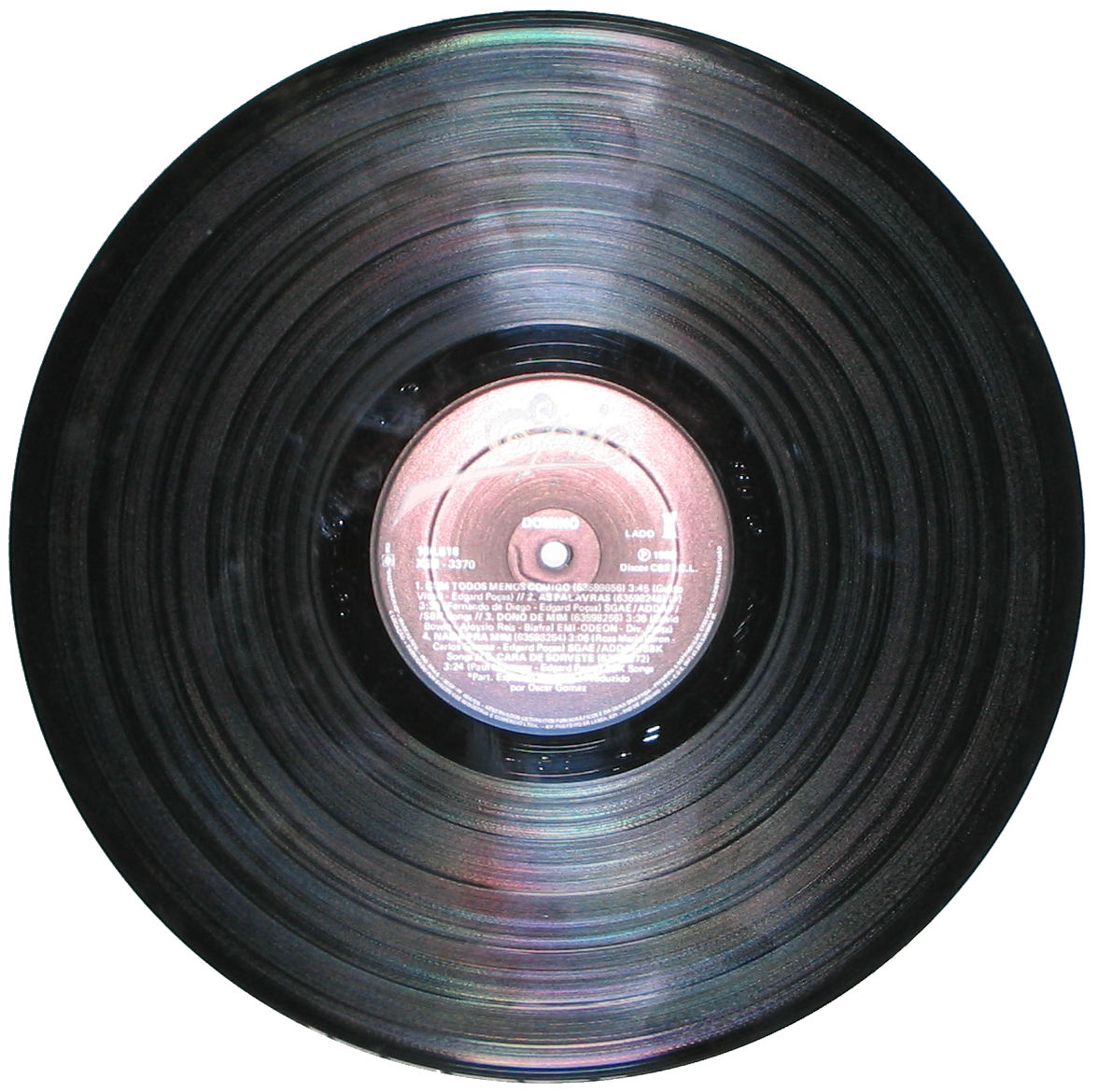
Грампластинка из ПВХ
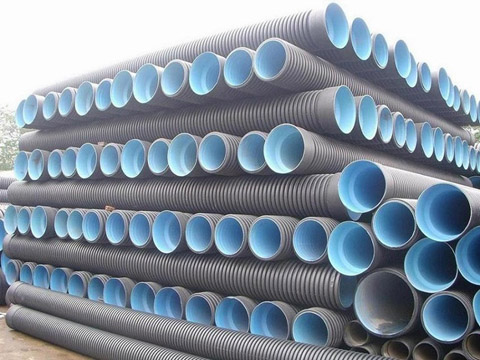
Трубы из ПВХ
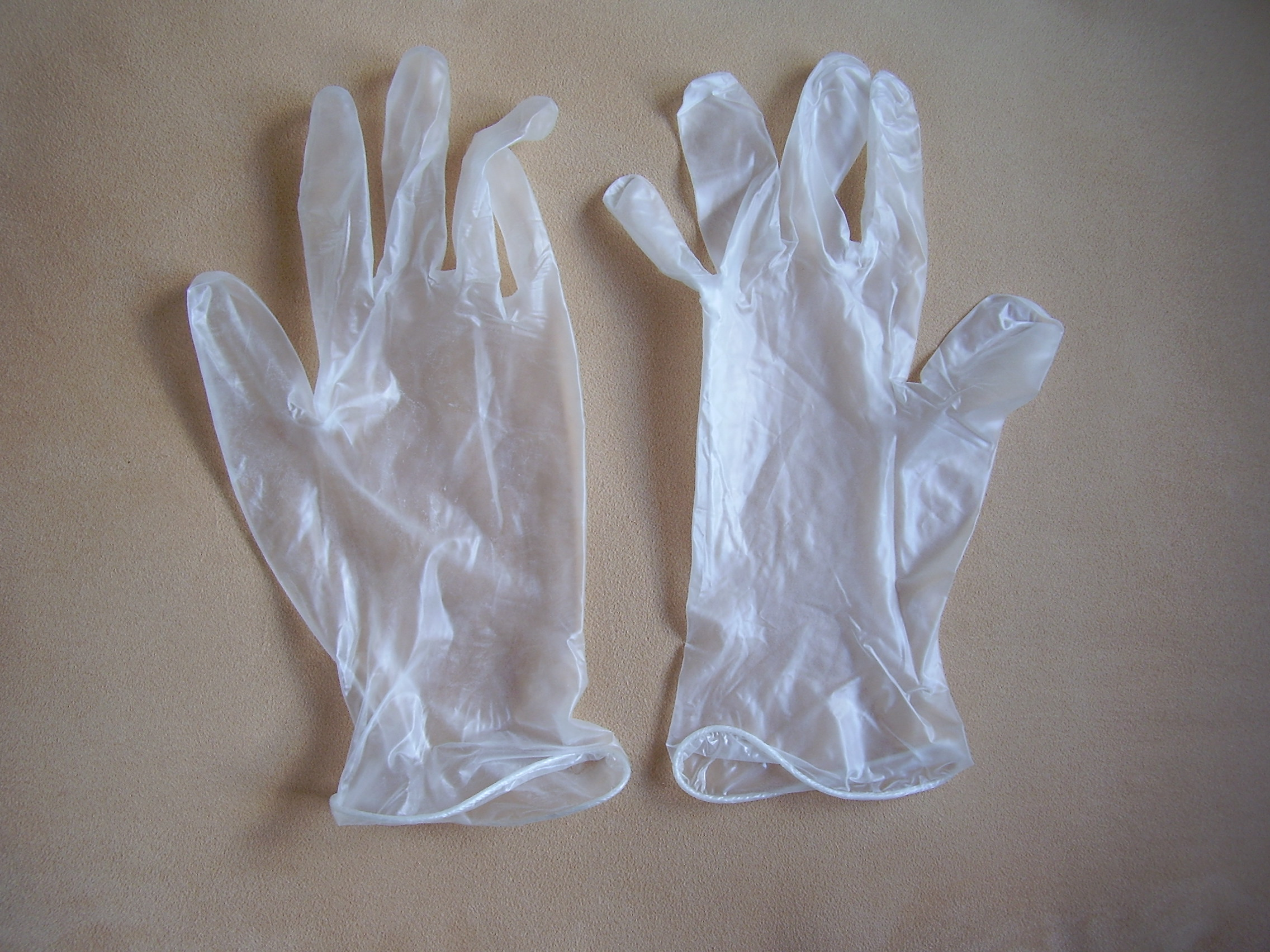
Перчатки из ПВХ
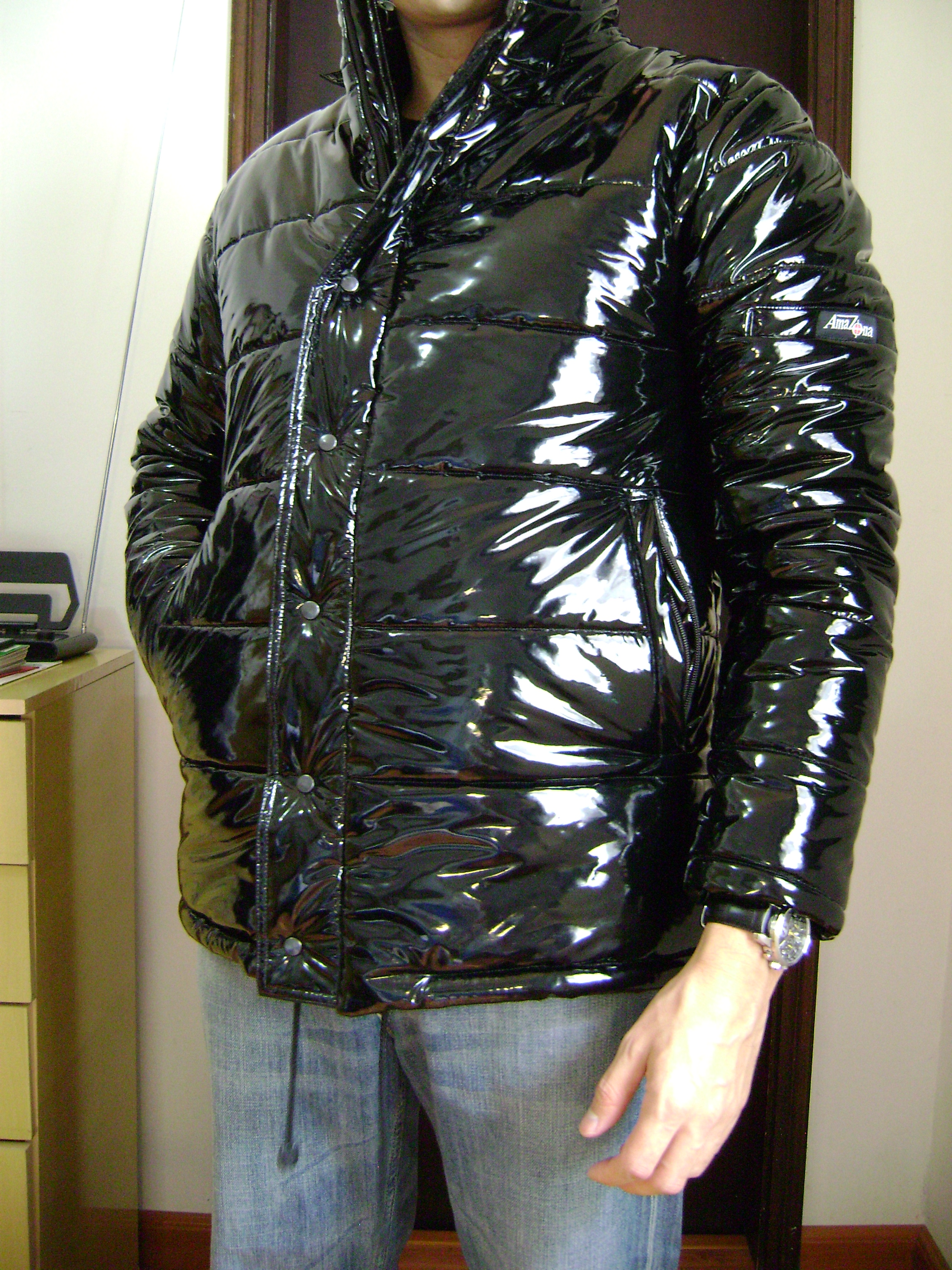
Мужская куртка из ПВХ
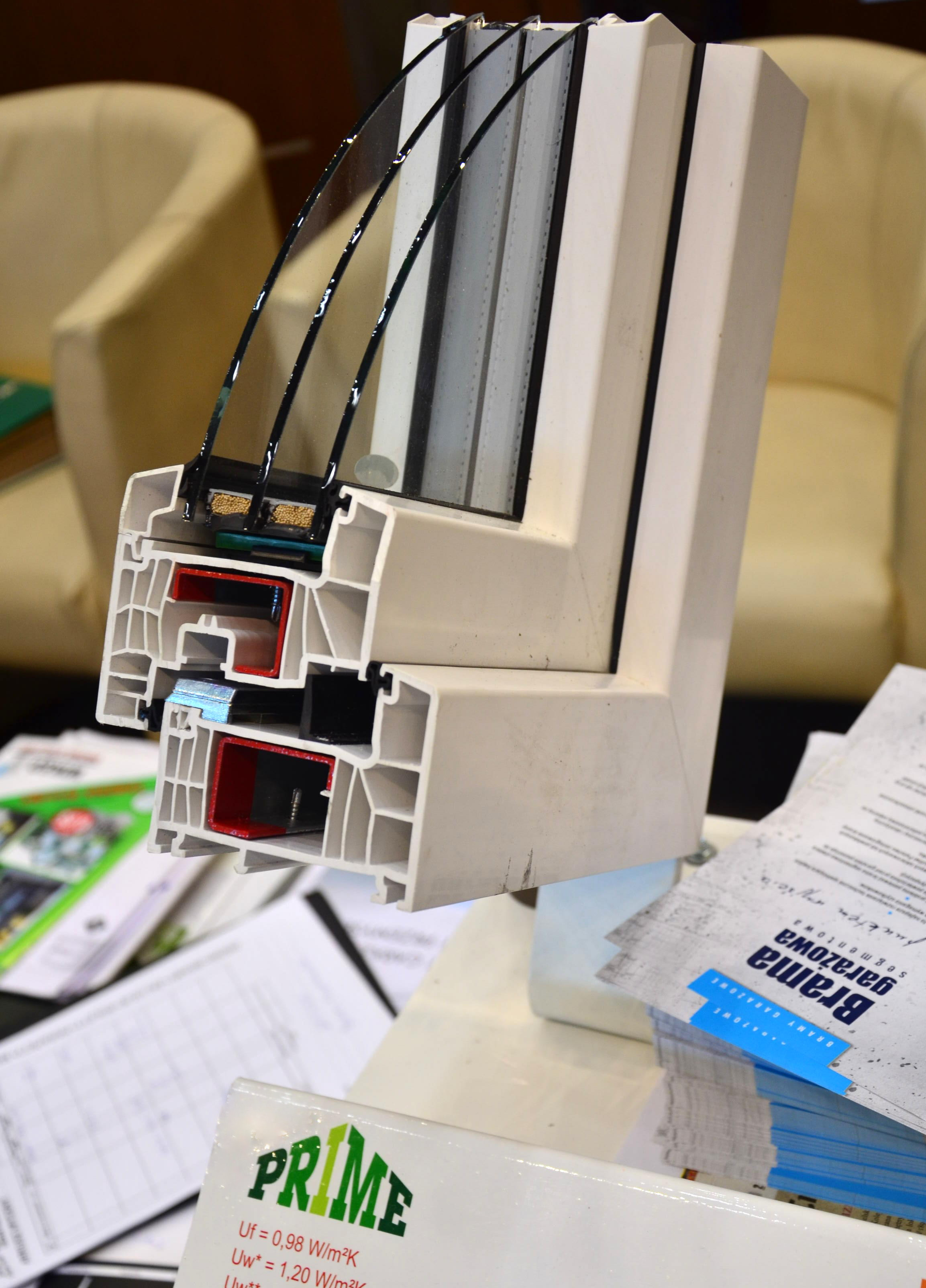
Профиль металлопластиковых окон

## Безопасность
Основной проблемой, связанной с использованием ПВХ, является сложность его утилизации. При полном сгорании ПВХ образуются лишь простейшие соединения: вода, углекислый газ, хлороводород. Однако при обычном неполном сгорании ПВХ могут образовываться угарный газ и токсичные хлорорганические соединения.
Ряд токсичных веществ образуется в процессе производства ПВХ.

## Крупнейшие производители
Крупнейшие производители поливинилхлорида по состоянию на 2021 год:
- Shin-Etsu Chemical (Япония) — 3,85 млн тонн в год;
- Formosa Plastics Group (Тайвань) — 3,3 млн тонн в год;
- Ineos (Великобритания) — 2,5 млн тонн в год;
- ChemChina (КНР) — 1,95 млн тонн в год;
- Orbia (Мексика) — 1,8 млн тонн в год;
- Westlake Corporation (США) — 1,8 млн тонн в год;
- Occidental Petroleum (США) — 1,7 млн тонн в год;
- CNSG Anhui Hong Sifang Company (КНР) — 1,6 млн тонн в год;
- LG Chem (Республика Корея) — 1,5 млн тонн в год;
- Axiall[англ.] (США) — 1,2 млн тонн в год;